# باز أبيض الجبين
باز أبيض الجبين (الاسم العلمي: Leucopternis kuhli) هو نوع من فصيلة بازية.